# Vad (okręg Braszów)
Vad – wieś w Rumunii, w okręgu Braszów, w gminie Șercaia. W 2011 roku liczyła 541 mieszkańców.